# Überhangmandat
Überhangmandate können in Wahlsystemen auftreten, die auf einer durch Direktwahl in Wahlkreisen personalisierten Verhältniswahl beruhen. In einem solchen Wahlsystem kann eine Partei über die Direktwahl mehr Mandate erringen, als ihr gemäß dem Ergebnis der Verhältniswahl zustehen würden. Die zusätzlichen Mandate heißen Überhangmandate. Es hängt vom Wahlrecht ab, wie die Überhangmandate zugeteilt werden, also ob die Partei für die Überhangmandate Sitze im Parlament erhält. 
Im bis 2023 geltenden Bundestagswahlrecht in Deutschland bedeutete dies: Überhangmandate wurden zugeteilt, wenn eine Partei mehr Direktmandate durch Erststimmen in einem Land errang, als ihr gemäß dem Zweitstimmenergebnis in diesem Land zugestanden hätten. Da die alleinige Praxis der Überhangmandate 2008 und 2012 für verfassungswidrig erklärt wurde, wurden diese seit 2013 durch Ausgleichsmandate korrigiert. Die im Jahr 2023 verabschiedete Wahlrechtsreform schaffte die Zuteilung von Überhang- und Ausgleichsmandaten ab.
Wie früher im deutschen Bundestagswahlrecht gibt es auch im neuseeländischen Wahlsystem Überhangmandate zusätzlich, im schottischen solche auf Kosten der anderen Parteien.
In der Regel lässt sich nicht sagen, welche Abgeordneten Inhaber von Überhangmandaten sind, sondern nur, dass bei einer Partei eine bestimmte Zahl an Überhangmandaten aufgetreten ist. Überhangmandate können vermehrt auftreten, wenn der Ausgleich zwischen Direktmandaten und Parteienproporz nicht über das gesamte Wahlgebiet stattfindet, sondern in kleineren Einheiten, sei es durch getrennten Verhältnisausgleich (wie etwa im bayerischen Wahlsystem) oder Verrechnung erst nach Unterverteilung der Parteiensitze (wie etwa im Bundestagswahlrecht). In vielen Konstellationen bekommen vor allem die größeren Parteien Überhangmandate. Aber auch bei kleinen Parteien können Überhangmandate auftreten, wenn sie über ausgeprägte Hochburgen (insbesondere bei Regionalparteien) oder besonders attraktive Persönlichkeiten verfügen, oder das Wahlsystem taktische Wahl per Stimmensplitting ermöglicht, wie es etwa in Deutschland der Fall war.
In gewissem Sinn sind auch solche Sitze Überhangmandate, die von Einzelbewerbern oder Direktbewerbern errungen werden, deren Partei an einer Sperrklausel gescheitert ist, da bei ihnen keine anrechenbaren Parteistimmen existieren. Sofern solche Sitze möglich sind, werden sie aber meist gesondert behandelt und nicht als Überhangmandate bezeichnet. Durch die Wahlrechtsreform 2023 wurden im Bundestag die Überhangmandate durch die sog. Zweitstimmendeckung ersetzt.

## Ursachen
Die durch Direktwahl in Wahlkreisen personalisierte Verhältniswahl reserviert einen bestimmten Anteil aller Sitze (oft die Hälfte) für Direktmandate und verwendet den Rest zum Verhältnisausgleich zwischen den Parteien. Wenn eine Partei mehr Direktmandate gewinnt, als ihr nach den erzielten Parteistimmen zustehen, kommt es zu Überhangmandaten. Im Einzelnen fördern folgende Umstände deren Auftreten:
- Viele kleine Parteien, die zwar zusammen einen recht hohen Stimmenanteil auf sich vereinen können, aber kaum Direktmandate erringen. Hohe Sperrklauseln können die effektive Zahl an Parteien verringern.

- Mehr als zwei größere Parteien ähnlicher Stärke, so dass keine Partei einen größeren Stimmenanteil erreichen kann.

- Hoher Anteil an Direktmandaten. Wenn mehr als die Hälfte der Sitze in den Wahlkreisen bestimmt wird, können selbst in einem Zweiparteiensystem leicht Überhangmandate auftreten.

- Homogenes Wählerverhalten. Die führende Partei kann dann fast alle Direktmandate erringen, ohne dass sie einen besonders großen Vorsprung vor den anderen Parteien benötigt. Nachdem nur das Wählerverhalten zwischen den Wahlkreisen von Belang ist, lässt sich die Homogenität durch den Wahlkreiszuschnitt steuern. Effektiv homogenes Wählerverhalten kann auch bei einer Regionalpartei vorliegen, die nur in ihren Hochburgen antritt.

- Geringe Gesamtzahl an Sitzen. Damit sinkt die Wahrscheinlichkeit, dass sich gegenläufige Effekte im Wahlgebiet ausgleichen. Falls der Ausgleich zwischen Direktmandaten und Parteienproporz nicht über das gesamte Wahlgebiet stattfindet, sind die auf die entsprechenden Teilgebiete entfallenden Sitze maßgeblich. Andererseits erlaubt eine geringe Sitzzahl durch die damit größere inhärente Ungenauigkeit der Sitzzuteilungsverfahren eine etwas größere Abweichung, bevor es zum ersten Überhangmandat kommt.

- Geringe Anzahl an Mandaten pro Wahlkreis. Mehrpersonenwahlkreise sind weniger überhanganfällig als Einerwahlkreise, weil sie schon intern den Parteienproporz zu einem gewissen Grad gewährleisten.

- Ungleich große Wahlkreise, da in kleineren Wahlkreisen im Schnitt weniger Stimmen zum Mandatsgewinn nötig sind als in größeren. Problematisch ist das vor allem dann, wenn die kleineren Wahlkreise ein einheitliches Wählerverhalten zeigen, zum Beispiel weil es sich um Abwanderungsgebiete handelt oder ganze Regionen systematisch kleinere Wahlkreise erhalten (was etwa durch Unterverteilung von Wahlkreisen innerhalb von vorhandenen Untergliederungen des Wahlgebiets leicht passieren kann).

- Ungleichmäßige Wahlbeteiligung. Auch bei Wahlkreisen mit geringer Wahlbeteiligung reichen verhältnismäßig wenige Stimmen zum Mandatsgewinn. Häufig geht sie mit Vorlieben für bestimmte Parteien einher und stärkt dann deren Aussicht auf Überhangmandate. Sofern Wahlkreise nach Bevölkerungs- statt Wahlberechtigtenzahl zugeschnitten werden, ist ein hoher Anteil an Nicht-Wahlberechtigten (insbesondere Kinder und Ausländer) gleichbedeutend.

- Ausgeprägte Hochburgen kleinerer Parteien, wenn diese in einigen Wahlkreisen, zum Beispiel durch besonders zugkräftige Kandidaten, die größeren Parteien knapp schlagen können, ansonsten aber bedeutungslos sind.

- Sitzzuteilungsverfahren, die überhanganfällige Parteien benachteiligen bzw. nicht bevorzugen. So vermindert etwa das D’Hondt-Verfahren die Aussicht größerer Parteien auf formale Überhangmandate, weil es ihnen ohnehin mehr Sitze als ein verzerrungsfreies Verfahren zuteilt.

Im Fall eines Zweistimmenwahlrechts, bei dem der Wähler eine andere Partei als die des gewählten Direktkandidaten wählen kann, kann solches Stimmensplitting Überhangmandate begünstigen, wenn es im Wahlkreis oder im gesamten Wahlgebiet gleichgerichtet betrieben wird. Neben statistischen Zufällen (bei geringer Zahl an Wählern) gibt es dafür folgende Gründe:
- Wähler, die ihre Personenstimme (Erststimme) nicht an chancenlose Direktkandidaten, ihre Parteienstimme (Zweitstimme) jedoch an kleinere Parteien vergeben. Ein Wahlsystem kann das durch Stichwahlen oder Alternativstimmen in den Wahlkreisen unterstützen.
- Parteien, die über attraktive Persönlichkeiten verfügen, als Partei jedoch weniger Anklang finden.
- Wähler, die ihre Stimme durch ein Stimmensplitting zwischen zwei Parteien aufteilen. Die Gleichgerichtetheit kann dabei durch die Art der Wahlwerbung der Parteien unterstützt werden, aber auch schon durch die Vorstellungen der Wähler über die Wertigkeit beider Stimmen bedingt sein.
- Wähler, die wissen, dass sie mit ihrer Personenstimme oft nur den Direktkandidaten gegen einen Bewerber auf der zugehörigen Parteiliste austauschen können und dementsprechend unabhängig von ihren Parteipräferenzen vergeben.
- Wahlsysteme, die Überhangmandate nicht oder nur unzureichend ausgleichen und dem Wähler dadurch die Möglichkeit geben, sein Stimmengewicht zu erhöhen, indem er Überhangmandate durch taktische Wahl gezielt provoziert.
- Parteien, die keine oder wenige Direktkandidaten aufstellen und ihre Wähler so zu einem Stimmensplitting zwingen. Wo es das Wahlrecht nicht unterbindet, können sie ihre Direktkandidaten stattdessen als „Unabhängige“ oder mittels einer Tarnpartei antreten lassen.

## Umgang mit Überhangmandaten
Da Überhangmandate aus der Kombination von Personenwahl nach dem Mehrheitsprinzip in den einzelnen Wahlkreisen und Parteienwahl nach dem Prinzip der Verhältniswahl auf einer übergeordneten Ebene resultieren, könnten sie durch Verzicht auf eine dieser beiden Komponenten völlig vermieden werden. Ebenso könnte durch eine erhebliche Vergrößerung der Wahlkreise und dadurch eine Verringerung der Anzahl der Direktmandate das Auftreten von Überhangmandaten deutlich unwahrscheinlicher gemacht, wenn auch nicht völlig ausgeschlossen werden. Allerdings wird gegen eine solche erhebliche Vergrößerung mitunter der Einwand erhoben, dass dadurch die Bindung des Bürgers an den Abgeordneten verloren gehe. Aufgrund der Vorteile von Personenwahl und Verhältniswahlrecht werden daher in verschiedenen Ländern (beispielsweise Deutschland) Überhangmandate bei der vorläufigen Stimmenverteilung in Kauf genommen und dann mit einer der folgenden Regelungen weiterbehandelt:
Nur Überhangmandate zusätzlich vergeben
Hierbei vergrößert sich das Parlament um die Zahl der Überhangmandate; der Parteienproporz wird entsprechend gestört. Vorteil ist die Einfachheit der Lösung.
Überhangmandate zuteilen und Parlament durch Ausgleichsmandate weiter vergrößern
Wenn man die Zahl der zu vergebenden Sitze erhöht und das Verteilungsverfahren danach wiederholt, sinkt dadurch die Wahrscheinlichkeit von Überhangmandaten. Faktisch wird damit der Anteil der Direktmandate reduziert. Die so zusätzlich an die anderen Parteien vergebenen Sitze nennt man Ausgleichsmandate. Im Allgemeinen übersteigt die Zahl der nötigen Ausgleichsmandate die der Überhangmandate, da eine überhängende Partei unter üblichen Bedingungen deutlich weniger als die Hälfte der Parteienstimmen erhalten hat.
Offensichtlicher Nachteil hierbei ist die Aufblähung des Parlaments. Wenn Überhang bei kleinen Parteien auftritt, kann eine Vervielfachung seiner Größe nötig sein, um Überhangmandate komplett zu vermeiden, was in der Regel zur Erschöpfung von Listen und damit zur Verzerrung des Parteienproporzes führt; im Extremfall (Wahlkreisgewinner ohne eine einzige Parteienstimme) kann der Überhang mit dieser Methode allein gar nicht aufgelöst werden. Viele Wahlgesetze sehen deshalb eine Maximalgröße vor und wechseln für darüberhinausgehenden Überhang zu einer anderen Methode.
Aufgrund der inhärenten Ungenauigkeit der Sitzzuteilungsverfahren verändern sich in der Regel die Sitzanteile zwischen den Parteien leicht, wobei es sowohl zu einer Verbesserung als auch Verschlechterung in Bezug auf die Idealwerte der Wahlgleichheit kommen kann. Die in der Praxis häufige Regelung, nach der die Sitzzahl schrittweise genau bis zu dem Punkt erhöht wird, an dem keine Partei mehr überhängt, führt allerdings zu einer leichten systematischen Bevorzugung der am stärksten überhängenden Partei bzw. ihrer Wähler.
Zu beachten ist in diesem Fall auch die Möglichkeit, dass es infolge des Alabama-Paradoxons zu negativen Ausgleichsmandaten kommen kann, wenn das verwendete Sitzzuteilungsverfahren nicht konsistent ist (z. B. Hare/Niemeyer im Gegensatz zu Sainte-Laguë). Ebenso können dann die Überhangmandate wieder aufleben, wenn das Parlament weiter vergrößert wird, etwa um eine ungerade Sitzzahl zu erreichen.
Überhangmandate nicht zuteilen
Nachteil hierbei ist, dass man die Repräsentanz jedes betroffenen Wahlkreises antasten muss, sei es durch völligen Verlust von dessen Vertreter oder durch Bestellung des Zweitplatzierten (der wiederum ein Überhangmandat verursachen könnte). Dafür bleiben Parteienproporz und Parlamentsgröße unverändert.
Um diese Variante durchführen zu können, müssen zunächst die Wahlkreisgewinner der betroffenen Partei in eine Reihenfolge gebracht werden, um zu bestimmen, welche davon kein Mandat erhalten. Dafür kommt eine Fülle von Kriterien in Betracht, etwa die absolute Zahl ihrer Stimmen, ihr relativer Stimmenanteil, ihr Vorsprung vor den Mitbewerbern, die Wahlbeteiligung oder das Los.
Überhangmandate zuteilen, aber dafür Sitze wegnehmen, die nicht überhängen
Hierbei bleibt die Parlamentsgröße wie bei der Nichtzuteilung erhalten, jedoch wird der Parteienproporz noch stärker als bei der zusätzlichen Vergabe von Überhangmandaten verzerrt. Andererseits wird in die Repräsentanz der Wahlkreise auch insofern nicht eingegriffen, als ihr relatives Gewicht zu den restlichen Mandaten gleich bleibt.
Für die Entscheidung, welche Parteien gegenüber der verhältnismäßigen Sitzverteilung wie viele Sitze abgeben müssen, sind wiederum viele Methoden denkbar. Falls man analog zur Vergrößerung des Parlaments vorgeht und es so verkleinert, dass sich unter Einbeziehung des (in der Regel dadurch vergrößerten) Überhangs die vorgegebene Größe ergibt, treten bei inkonsistenten Verfahren ähnliche Paradoxien auf. Insbesondere ist es dann möglich, dass die gewünschte Gesamtzahl auf diese Weise allein gar nicht erreicht werden kann.

### Interne Überhangmandate
Komplexer stellt sich die Lage dar, wenn das Wahlgebiet unterteilt ist und die den Parteien zustehenden Sitze in einem zweiten Schritt jeweils auf die einzelnen Teilgebiete verteilt werden. Dann können bei jeder dieser Unterverteilungen Überhangmandate auftreten, die es bei der Oberverteilung an die Parteien noch nicht gegeben hat. Man spricht hierbei von internen im Gegensatz zu externen Überhangmandaten.
Im Prinzip eröffnen sich dabei erneut die oben beschriebenen Möglichkeiten, wobei aber nun die Teilgebiete das sind, was zuvor die Parteien waren. Wo zuvor das Parlament vergrößert worden ist, erhält nun die betreffende Partei zusätzliche Sitze, wodurch auch der Parteienproporz verzerrt wird. Wo zuvor der Parteienproporz beeinträchtigt war, ist es nun der Regionalproporz (zunächst innerhalb der Parteien und in der Folge tendenziell auch in der Gesamtsicht, wo das Idealverhältnis aber durch die addierten Ungenauigkeiten der Unterverteilungen ohnehin schon deutlich gestört sein kann). Wo der Regionalproporz gegenüber der Repräsentanz der Wahlkreise und dem Parteienproporz als deutlich nachrangig betrachtet wird, aber dennoch nicht auf Regionallisten und damit Unterverteilungen verzichtet werden soll, bietet sich für die Unterverteilungen insbesondere die Lösung „Sitze von nicht überhängenden Regionen nehmen“ an. Man nennt dies interne Kompensation.

## Beispiel
Ein Parlament habe eine angestrebte Sitzzahl von 100. Davon werden 60 Sitze in Wahlkreisen vergeben (Erststimme), die restlichen 40 dienen dem Verhältnisausgleich über Parteilisten (Zweitstimme). Das Wahlergebnis sei wie folgt:
| Partei         | A    | B    | C    | Summe |
| -------------- | ---- | ---- | ---- | ----- |
| Stimmenanteil  | 50 % | 30 % | 20 % | 100 % |
| Sitzanspruch   | 50   | 30   | 20   | 100   |
| Wahlkreissitze | 60   | 0    | 0    | 60    |
| Überhang       | 10   | 0    | 0    | 10    |

Partei A stehen also einerseits nur 50 Sitze zu, andererseits hat sie allein in den Wahlkreisen schon einen Anspruch auf 60 Sitze. Es besteht also ein Überhang von 10 Sitzen.
Die oben beschriebenen vier Verfahren des Umgangs mit diesem Überhang sehen so aus:
|                                               | Sitze | Sitze | Sitze | Sitze | Sitzanteil | Sitzanteil | Sitzanteil |
| Partei                                        | A     | B     | C     | Summe | A          | B          | C          |
| --------------------------------------------- | ----- | ----- | ----- | ----- | ---------- | ---------- | ---------- |
| Überhangmandate zusätzlich vergeben           | 60    | 30    | 20    | 110   | 55 %       | 27 %       | 18 %       |
| Überhang- und Ausgleichsmandate vergeben      | 60    | 36    | 24    | 120   | 50 %       | 30 %       | 20 %       |
| Überhangmandate nicht zuteilen                | 50    | 30    | 20    | 100   | 50 %       | 30 %       | 20 %       |
| Sitze von nicht überhängenden Parteien nehmen | 60    | 24    | 16    | 100   | 60 %       | 24 %       | 16 %       |

Die verschiedenen Möglichkeiten führen also zu sehr hohen Schwankungen bei den Sitzanteilen der einzelnen Parteien.

## Überhangmandate im Bundestagswahlrecht (bis 2023)

Personalisierte Verhältniswahl

Der Deutsche Bundestag setzt sich aus denjenigen Kandidaten, die mit den Erststimmen als Direktkandidaten (nach dem Prinzip der Mehrheitswahl) gewählt werden, sowie denjenigen Kandidaten, die als Listenkandidaten ins Parlament einziehen, zusammen. Im Wesentlichen wird die Anzahl der auf jede Partei entfallenden Mandate durch die Zweitstimmen bestimmt (Verhältniswahlrecht). Dabei wird zunächst die Hälfte der insgesamt 598 zur Verfügung stehenden Sitze von den 299 Wahlkreisgewinnern (den Gewinnern der Direktmandate) besetzt. Weitere Plätze, die jeder Partei entsprechend ihrem Zweitstimmenanteil zustehen können, werden normalerweise mit Kandidaten aus Landeslisten aufgefüllt, die vor der Wahl von den Landesverbänden der Parteien aufgestellt wurden. Somit vermindert im Allgemeinen jedes gewonnene Direktmandat einer Partei die Anzahl der ihr verbleibenden Listenmandate.

### Verfahren bis 2011
Bei Bundestagswahlen bis 2009 wurde die Gesamtzahl der Sitze, die einer Partei in einem Land zustanden, zunächst allein durch die Zweitstimmen bestimmt. Hatte eine Partei innerhalb eines Landes mehr Direktmandate, als ihr nach Zweitstimmen Mandate des Landeskontingents zugestanden wären, so entstanden Überhangmandate. Die Partei durfte die zusätzlichen Sitze, die ihr durch die Überhangmandate zustanden, behalten, obwohl sie damit mehr Abgeordnete entsandte, als ihr durch die Zweitstimmen zustanden. Durch diese Überhangmandate erhöhte sich die Zahl der Abgeordneten im Bundestag. Ein Ausgleich zugunsten der anderen Parteien, der die jeweilige Sitzzahl dem Zweitstimmenverhältnis wieder anpassen würde, fand bei Bundestagswahlen bis einschließlich 2009 nicht statt, wohl aber bei einigen Landtagswahlen.
Beispiel: Bei der Bundestagswahl 1994 gewann die CDU in Baden-Württemberg alle 37 Wahlkreise und somit 37 Direktmandate. Nach der Berechnung der Sitzverteilung über die Zweitstimmen standen der CDU in Baden-Württemberg jedoch nur 35 Mandate zu: Es entstanden 2 Überhangmandate. Insgesamt gab es bei der Wahl 16 Überhangmandate (12 für die CDU, 4 für die SPD). Die Gesamtzahl der Sitze im Bundestag erhöhte sich entsprechend.
Schied ein mit Direktmandat ausgestatteter Abgeordneter, der aus einem Land mit Überhangmandaten in den Bundestag eingezogen war, während der Legislaturperiode aus, rückte für ihn kein Kandidat von der Landesliste oder aus dem Wahlkreis nach (Nachrücker-Urteil).
Beispiel: Durch den Tod der Abgeordneten Anke Hartnagel aus Hamburg – wo die SPD bei der Bundestagswahl 2002 sechs Direktmandate errungen hatte, obwohl ihr nur fünf Listenplätze zugestanden hätten – verringerte sich die Größe der SPD-Fraktion (und damit die des ganzen Bundestags) um einen Abgeordneten, weil Hartnagels Platz nicht nachbesetzt wurde. Das kann auch Auswirkungen auf die Zusammensetzung der Bundesversammlung haben, die den Bundespräsidenten wählt.

#### Überhangmandate bei den bisherigen Bundestagswahlen

Darstellung der Überhangmandate im Bundestag nach Wahlperiode und Partei

Überhangmandate traten bereits bei der ersten Bundestagswahl auf, spielten jedoch bis einschließlich der Wahl 1990 nur eine geringe Rolle. Bei der Wahl 1994 traten Überhangmandate erstmals in großem Maße auf: zwölf für die CDU und vier für die SPD. Die Union konnte damit ihren knappen Vorsprung stabilisieren. Dies rief eine Reihe von Überlegungen über die Verfassungsmäßigkeit der Regelung hervor. Das Bundesverfassungsgericht erklärte jedoch (bei 4:4 Stimmengleichheit im Zweiten Senat) am 10. April 1997 im Rahmen eines 1995 vom SPD-regierten Land Niedersachsen angestrengten Normenkontrollverfahrens die proporzverzerrende Wirkung der Überhangmandate für mit dem Grundgesetz vereinbar.
Bei den Bundestagswahlen 1998 bis 2005 erhielt die SPD jeweils mehr Überhangmandate als CDU/CSU. So kam sie 2002 trotz eines Stimmenvorsprunges von nur 6.027 Zweitstimmen (entspricht 0,01 %) durch Überhangmandate auf drei Sitze mehr als die Union und blieb damit stärkste Fraktion. 2005 erhielt die Union trotz eines Vorsprungs von 436.384 Stimmen (entspricht 0,9 %) lediglich vier Mandate mehr als die SPD.
Für die Koalitionsmehrheit im 17. Deutschen Bundestag, der am 27. September 2009 gewählt wurde, waren die Überhangmandate unerheblich, da auch ohne diese Mandate die Unionsparteien und die FDP mit 308 von 598 Sitzen eine Mehrheit gehabt hätten. Die Überhangmandate führten jedoch zur folgenden interessanten Situation: SPD, Grüne und FDP hatten zusammen 48,3 % der Zweitstimmen, CDU/CSU und Linke hatten zusammen 45,7 % der Zweitstimmen. Dennoch hatten CDU/CSU und Linke gemeinsam 315 Mandate, während SPD, Grünen und FDP nur auf 307 Mandate kamen. Somit erhielten CDU/CSU und Linke bei 2,6 Prozentpunkten weniger Zweitstimmen 8 Mandate mehr als SPD, Grüne und FDP.
| Bundestagswahl | CDU | CSU | SPD | DP | AfD | Summe | Ausgleich |
| -------------- | --- | --- | --- | -- | --- | ----- | --------- |
| 2025           | 15  | 3   | 1   | –  | 4   | 23    |           |
| 2021           | 12  | 11  | 10  | –  | 1   | 34    | 104       |
| 2017           | 36  | 7   | 3   | –  | 0   | 46    | 65        |
| 2013           | 4   | 0   | 0   | –  | 0   | 4     | 29        |
| 2009           | 21  | 3   | 0   | –  | –   | 24    |           |
| 2005           | 7   | 0   | 9   | –  | –   | 16    |           |
| 2002           | 1   | 0   | 4   | –  | –   | 5     |           |
| 1998           | 0   | 0   | 13  | –  | –   | 13    |           |
| 1994           | 12  | 0   | 4   | –  | –   | 16    |           |
| 1990           | 6   | 0   | 0   | –  | –   | 6     |           |
| 1987           | 1   | 0   | 0   | –  | –   | 1     |           |
| 1983           | 0   | 0   | 2   | –  | –   | 2     |           |
| 1980           | 0   | 0   | 1   | –  | –   | 1     |           |
| 1961           | 5   | 0   | 0   | 0  | –   | 5     |           |
| 1957           | 3   | 0   | 0   | 0  | –   | 3     |           |
| 1953           | 2   | 0   | 0   | 1  | –   | 3     |           |
| 1949           | 1   | 0   | 1   | 0  | –   | 2     |           |

Bei den Wahlen 1965, 1969, 1972 und 1976 kam es zu keinen Überhangmandaten. Eine kursive 0 bedeutet, dass die Partei bei der Wahl kein Direktmandat gewinnen und somit kein Überhangmandat bekommen konnte.

#### Mechanismen, viele Überhangmandate zu erzielen
Die zwei Mechanismen zur Erhöhung der Zahl der Überhangmandate waren:
- Gewinn vieler Direktmandate (über die Erststimmen)
- Vergleichsweise wenige Parteistimmen (Zweitstimmen)

Die Regelung der Überhangmandate ermöglichte Wählern, die ein Bündnis unterstützen wollten, Spielraum für strategisches Wählen. Ein Wähler, der beispielsweise eine rot-grüne Koalition bevorzugte, hätte seine Erststimme rationalerweise der SPD geben sollen, um damit den Einzug des Direktkandidaten der SPD in den Bundestag zu erleichtern, mit der Zweitstimme aber für die Liste der Grünen stimmen und damit auf Überhangmandate für die SPD spekulieren sollen. Dieses Ticketsplitting konnte theoretisch (wenn es nämlich von vielen Anhängern einer Koalition angewandt worden wäre) erhebliche Auswirkungen auf die Zusammensetzung des Bundestages haben. In der Diskussion über das dritte Wahlgesetz von 1956 äußerte die SPD Befürchtungen, dass diese Möglichkeit, die die spezifische Form der deutschen personifizierten Verhältniswahl bot, von Anhängern einer schwarz-gelben Koalition massiv genutzt werden könne.
In der Theorie war die Regelung der Überhangmandate daher eine unerwünschte Eigenschaft des deutschen Wahlsystems, so dass immer wieder die Möglichkeit der Einführung von Ausgleichsmandaten zur Kompensation diskutiert wurde. Historisch sind Überhangmandate jedoch kaum von Bedeutung gewesen (s. o.), da ein solches strategisch motiviertes Ticketsplitting nie in einem bedeutenden Ausmaß durchgeführt wurde, sei es aufgrund von klaren Parteipräferenzen oder schlicht aufgrund von Unwissenheit.

### Reformbedarf wegen Verfassungswidrigkeit
Verfassungsrechtlich problematisch erschien insbesondere die Tatsache, dass beim Bundestagswahlsystem durch ein Zusammenwirken von Überhangmandaten mit der Verteilung der Sitze auf die Landeslisten ein negatives Stimmgewicht auftreten konnte. In diesen Situationen kam es zu einer Umkehrung der Abhängigkeit der Sitzverteilung von der Stimmabgabe: Entweder konnten zusätzliche Stimmen für eine Partei diese einen Sitz kosten oder weniger Stimmen dieser Partei einen zusätzlichen Sitz verschaffen. Wählervoten hätten sich dann gegen den Willen der Wähler ausgewirkt. Tatsächlich gab es mehrere konkrete Beispiele, bei denen negatives Stimmgewicht die Sitzverteilung des Bundestags veränderte. Für den Wähler war im Normalfall (eine Ausnahme war die Nachwahl im Wahlkreis Dresden I im Jahr 2005) nicht absehbar, ob seine Stimmabgabe sich günstig oder ungünstig für die gewählte Partei auswirkte, da dies von einer für ihn a priori zufälligen Konstellation abhing.
Um zu klären, ob solche zufälligen Mehrheitsfindungen in einem personalisierten Verhältniswahlrecht verfassungsgemäß sind, wurden mehrere Wahlprüfungsbeschwerden zu den Bundestagswahlen 1998, 2002 und 2005 beim Bundesverfassungsgericht erhoben. Das Gericht verkündete am 3. Juli 2008 in zwei Verfahren zur Prüfung der Bundestagswahl 2005, dass die damalige Praxis der Vergabe von Überhangmandaten wegen des Phänomens des negativen Stimmgewichts verfassungswidrig sei. Dem Gesetzgeber wurde eine Frist bis Juni 2011 eingeräumt, so dass zur Bundestagswahl 2009 noch einmal die alte Regelung Gültigkeit behalten konnte. Im Februar 2009 – sieben Monate vor der Bundestagswahl 2009 – wurde von der Fraktion Bündnis 90/Die Grünen ein Gesetzentwurf zur Änderung des Bundeswahlgesetzes in den Bundestag eingebracht, der nach ihrer Ansicht den Vorgaben des Bundesverfassungsgerichts entsprach. Am 3. Juli 2009 wurde er jedoch mit den Stimmen von Union, SPD und FDP abgelehnt.
Eine 2011 von Union und FDP gegen die Stimmen der Opposition beschlossene Neufassung des Bundeswahlgesetzes zur Behebung der vom Bundesverfassungsgericht 2007 angemahnten Mängel wurde von diesem am 25. Juli 2012 erneut für verfassungswidrig erklärt. Daraufhin einigten sich im Oktober 2012 die Regierungsfraktionen sowie SPD und Grüne auf die Einführung von Ausgleichsmandaten. Die Reform wurde am 21. Februar 2013 im Bundestag und am 1. März 2013 im Bundesrat verabschiedet und durch Anpassung von § 6, § 46, § 48 und § 51 BWahlG umgesetzt.
Die neue Regelung sah eine durch Ausgleichsmandate bewirkte vollständige Kompensation in Fällen vor, in denen die durch Direktkandidaten erreichte Sitzzahl einer Partei in einem Land die ihr dort allein aufgrund der Zweitstimmenverteilung zustehende Sitzzahl überstieg. Auch aus anderen Gründen (z. B. durch Rundungsfehler, unterschiedliche Wahlbeteiligungen in den verschiedenen Bundesländern) entstehende Abweichungen von der Zweitstimmenverteilung (ein sogenannter Verzerrungsüberhang) werden durch Ausgleichsmandate kompensiert. Während der Legislaturperiode ausscheidende Abgeordnete einer Partei werden nun in jedem Fall durch den jeweils obersten Nachrückerkandidaten auf der entsprechenden Landesliste ersetzt.
Durch die Ausgleichsmandate konnte es zu einer erheblichen Vergrößerung des Bundestags über die bisherige Mindestzahl von 598 Mitgliedern hinaus kommen. Beispielsweise hätten sich mit dem Wahlergebnis von 2009 nach neuem Wahlrecht 648 Sitze ergeben, während es nach altem 622 waren. Eine starke Vergrößerung wäre insbesondere dann aufgetreten, wenn eine bundesweit relativ kleine Partei (wie die CSU) in einem Land zwar alle Direktmandate erringt, aber dort mit ihrem Zweitstimmenanteil deutlich unter 50 % bleibt. Experten hielten eine zukünftige Größe des Bundestags von bis zu 800 Abgeordneten für nicht unrealistisch.
Im Oktober 2020 wurde mit den Stimmen von CDU, CSU und SPD eine weitere Wahlrechtsreform beschlossen, mit dem Ziel die Größe des Bundestags zu begrenzen. Hierbei wurde festgelegt, dass drei Überhangmandate nicht ausgeglichen werden, des Weiteren sollen Überhangmandate in einem Land teilweise mit Plätzen auf der Landesliste in anderen Bundesländern verrechnet werden. FDP, Linkspartei und Grüne klagten gegen diese Wahlrechtsreform. Ein Eilantrag vor der Bundestagswahl 2021 wurde abgelehnt.

### Abschaffung 2023
Zur Verkleinerung des Deutschen Bundestages machten die drei Regierungsparteien des Kabinett Scholz im Mai 2022 den Oppositionsparteien ein „Gesprächsangebot“, das eine Ersatzstimme vorsieht bezogen auf die Erststimme, um die Anzahl der Überhangmandate stark zu verringern: Wenn in einem Wahlkreis eine Partei über die Erststimmen (neu „Personstimmen“) mehr Mandate erzielt als über die Zweitstimmen (neu „Listenstimmen“), sollen diese Erststimmen verfallen. Dann soll die – nun unter Berücksichtigung der Ersatzstimme – nächstplatzierte Person einziehen. Im Januar 2023 stellte die Ampelkoalition einen Gesetzentwurf zur Reform des Wahlrechtes und zur Verkleinerung des Bundestages vor, der eine Abschaffung der Überhangmandate und Ausgleichsmandate zum Inhalt hatte. Am 14. Juni 2023 trat die Gesetzesänderung in Kraft.
Im Juli 2024 bestätigte das Bundesverfassungsgericht die Abschaffung der Überhangmandate und Ausgleichsmandate.